# Philoliche rondani
Philoliche rondani är en tvåvingeart som först beskrevs av Bertoloni 1861.  Philoliche rondani ingår i släktet Philoliche och familjen bromsar. Inga underarter finns listade i Catalogue of Life.